# Cynoglossopsis
Cynoglossopsis är ett släkte av strävbladiga växter. Cynoglossopsis ingår i familjen strävbladiga växter.
Kladogram enligt Catalogue of Life:
| Cynoglossopsis | \| \| Cynoglossopsis latifolia \| \| \| \| \| \| Cynoglossopsis somaliensis \| \| \| \| |
|                | \| \| Cynoglossopsis latifolia \| \| \| \| \| \| Cynoglossopsis somaliensis \| \| \| \| |
|                | Cynoglossopsis latifolia                                                                |
|                |                                                                                         |
|                | Cynoglossopsis somaliensis                                                              |
|                |                                                                                         |